# Dyscophus insularis
Dyscophus insularis är en groddjursart som beskrevs av Grandidier 1872. Dyscophus insularis ingår i släktet Dyscophus och familjen Microhylidae. IUCN kategoriserar arten globalt som livskraftig. Inga underarter finns listade i Catalogue of Life.